# Laichingen
Laichingen je město v Bádensku-Württembersku a patří do zemského okresu Alba-Dunaj. S připojenými obcemi čítá přibližně 12 tisíc obyvatel.

## Zeměpisná poloha
Laichingen leží na pohoří Švábský Jura, nazývané také Švábská Alba přibližně 25 km západně od okresního města Ulm. Nadmořská výška se pohybuje kolem 700 m n. m. K městu patří také bývalé samostatné obce Machtolsheim s dálky viditelnou vodárenskou věží, Suppingen a Feldstetten. V oblasti obce Feldstetten se katastr města dotýká bývalého vojenského újezdu Münsingen.

## Historie
Jméno Laichingen pochází údajně od jména alemanského náčelníka, který se jmenoval Laicho a který založil v místech dnešního Laichingenu sídliště. Roku 1364 nabídl císař Karel IV. obyvatelům města
městská práva. Tito je však odmítli, protože nechtěli stavět hradby.
Až do středověku sahá tradice místního tkalcovství. Těžké přírodní podmínky umožňovaly obyvatelům obživu díky pěstování lnu a obchodu ve 25 km vzdáleném městě Ulmu. Jeden z tkalcovských domů, který byl postaven v roce 1677 stál v Laichingenu až do roku 2002. Poté byl rozebrán a znovu postaven v národopisném muzeu v obci Beuren, ležící asi 25 km západně od města Laichingen.
V dřívějších dobách byla ve středu města takzvaná Hüle. Jedná se o jakousi nádrž ze zvětralé sopečné horniny utěsněné jílem. V dobách dešťů zadržuje vodu, v dobách sucha se do ní musí voda namáhavě dopravovat nebo čerpat z údolních pramenů. Tato Hüle sloužila jako zdroj vody pro obyvatelstvo a dobytek ve více místech na pohoří Švábský Jura. Tímto rozsáhlým krasovým územím prosakuje totiž voda do podzemních jeskyní, takž povrchová voda je spíše vzácností. Od roku 1871 se rozvíjel veřejný vodovod, na který byl Laichingen posléze v padesátých letech 20. století také napojen. Proto zmiňovaná Hüle ustoupila dnešnímu náměstí.
V roce 1950 obdržel Laichingen obnovená městská práva.
V roce 1987 byla tzv. Laichingenská hladová kronika odhalena jako antisemitský falzifikát.

## Doprava
Město Laichingen je napojeno pomocí 7 kilometrů vzdáleného nájezdu Merklingen na dálnici A8. Město bylo do roku 1985 napojeno úzkokolejnou železnicí do obce Amstetten, kterou prochází hlavní železniční tah ze Stuttgartu do Ulmu. Úzkokolejná železnice vede nyní pouze do asi 9 kilometrů od Laichingenu vzdálené obce Oppingen a slouží k turistickým jízdám. V Laichingenu zbyla památka na úzkokolejnou železnici a sice Nádražní ulice ( německy Bahnhofstraße ). Nebezpečná silniční křižovatka přímo na náměstí byla v minulých letech nahrazena kruhovým objezdem.

## Školství
V západní části města se nachází oblast, ve které jsou soustředěny všechny vzdělávací ústavy:
- Škola Ericha Kästnera, základní a hlavní škola
- Reálka Anne Frankové
- Gymnázium Alberta Schweitzera
- Martinská škola (zvláštní škola)

Dále jsou v místní částech Feldstetten a Machtolsheim základní školy

## Partnerská města
- Ducey, Francie, 1986
- Kohren-Sahlis, Sasko, Německo, 1990
- Ňasviž, Bělorusko, 1993

## Průmysl
Kdysi kvetoucí tkalcovství se přetransformovalo v moderní textilní průmysl. Ve městě jsou také barvírny textilu. Dále se nově rozvinul strojírenský průmysl, který je zastoupen především firmami, které konstruují a vyrábějí výrobní nástroje pro automobilové firmy z oblasti Stuttgartu.

## Turistika a pamětihodnosti
- Laichingenská hlubinná jeskyně

Nejznámější turistická zajímavost města a pravděpodobně nejhlubší pro veřejnost přístupná jeskyně v Německu. Její hloubka je 55 metrů a nachází se asi kilometr jižně od města. Jeskyně byla náhodně objevena v roce 1892 Johannem Georgem Mackem, který hledal těžitelná ložiska písku.
- Vlastivědné a tkalcovské muzeum
- Speleologické muzeum (u vstupu do jeskyně)

## Galerie

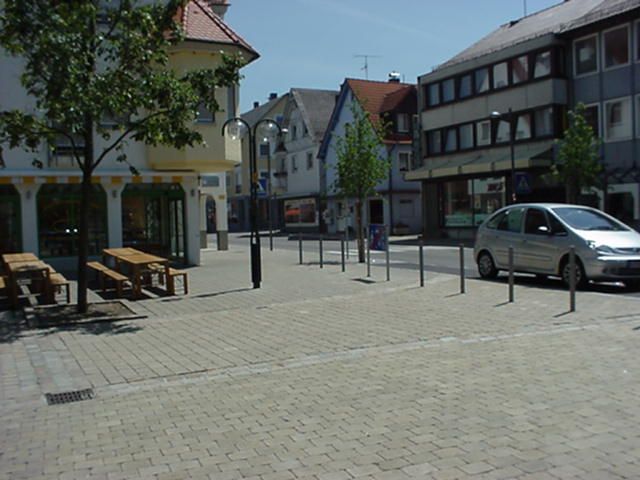
Pohled od náměstí směrem do ulice Bahnhofstraße
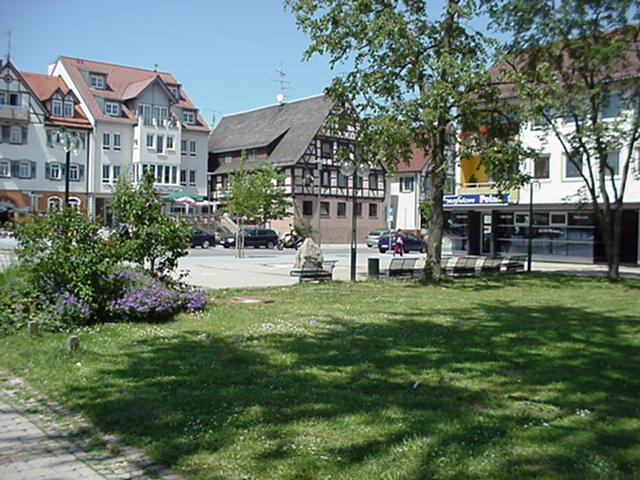
Pohled přes náměstí směrem k severozápadu
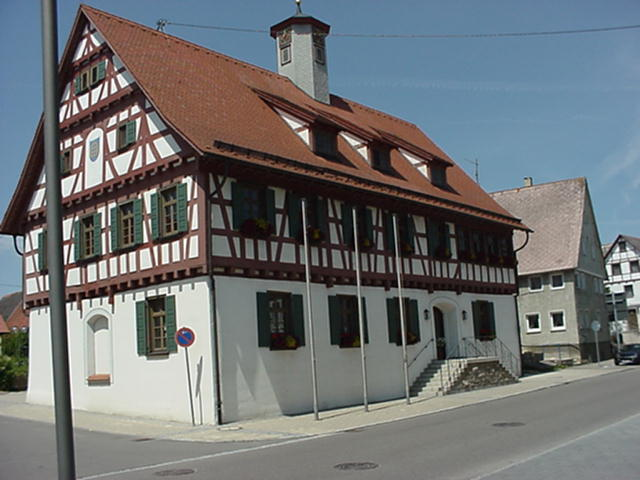
Stará radnice (Altes Rathaus) mezi náměstím a evangelickým kostelem
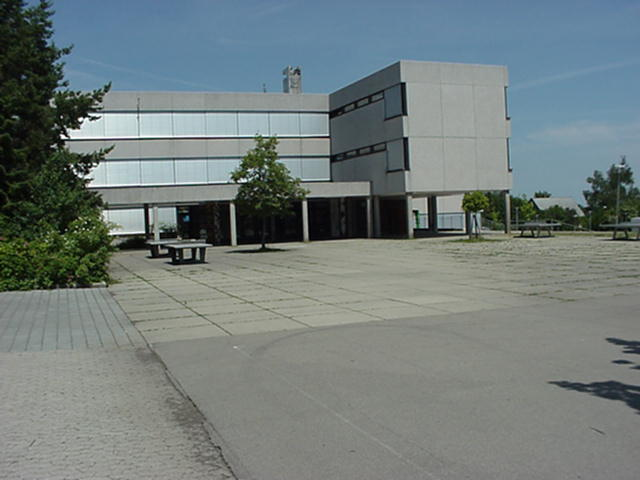
Pohled na starou budovu gymnázia Alberta Schweitzera z jihu
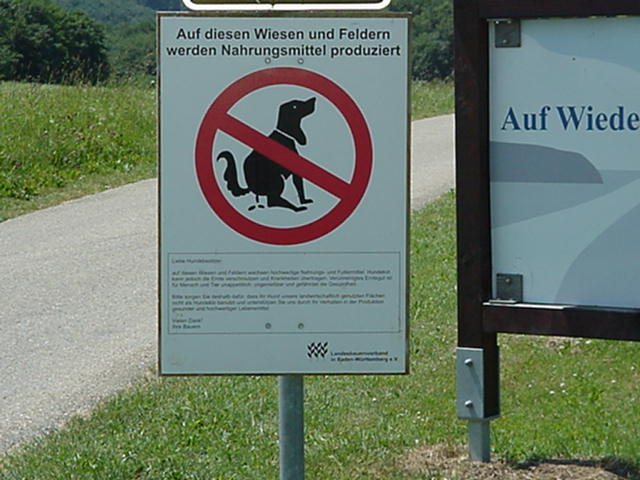
Polní cesta směrem na Feldstetten